# Eva Boto
Eva Boto (Dravograd, Eslovenia, 1 de diciembre de 1995) es una cantante eslovena. Con tan solo 16 años, representó a Eslovenia en el Festival de la Canción de Eurovisión 2012 en Bakú, Azerbaiyán con la canción «Verjamem». Participó en la segunda semifinal del certamen sin conseguir el pase a la final al quedar en la posición 17 de 18 países participantes.

## Biografía
Eva nació en el pequeño pueblo de Šentjanž pri Dravogradu ubicado al noreste de Eslovenia, a 120 kilómetros de la capital, Liubliana. Ella asiste a la escuela secundaria Ravne na Koroškem y desea continuar estudiando canto en el extranjero, ya sea en Graz, Austria o en  Londres, Inglaterra.
Ella canta desde los 10 años e incluso ganó un concurso musical internacional en Austria. Además, ha aparecido en varias ocasiones en el festival de música juvenil FENS, donde ganó dos veces. Entre sus mayores influencias se encuentra la cantante Beyoncé.

## Festival de la Canción de Eurovisión 2012
Eva participó en la segunda semifinal del Festival de Eurovisión 2012 representando a su país con la canción "Verjamem" ("Yo creo"), celebrado en la ciudad de Bakú, Azerbaiyán. La canción solo alcanzó el 17° puesto (penúltimo lugar) con 31 puntos, quedando fuera de la final.

## Discografía

### Sencillos
- "Vzemi me" (2011)
- "Verjamem" (2012)
- "Run" (2012)
- "A si sanjal me" (2012)
- "To leto bo moje" (junto Jan Plestenjak & Max) (2012)